# Da Capo
Da Capo  (hrv. Od početka) treći je studijski album riječke pop skupine E.N.I., kojeg 2003. godine objavljuje diskografska kuća Dallas Records.
Materijal za album snimao s u studio 'NSK' u Ljubljani, studio 'Garaža' od Nene Belana u Rijeci, te u studiju 'Mixo Production' u Zagrebu. Album donosi deset prepjeva popularnih melodija nastalih na prostorima bivše države od sredine šezdesetih do početka osamdesetih. Producent je bio Iztok Turk (bivši član Videosexa), dok je aranžer bio Jani Hace (Siddartha). Na albumu se kao posebni glazbeni gosti pojavljuju Oliver Dragojević, El Bahattee i skupina Let 3, dok se na samom snimanju albuma pridružio i Neno Belan.
U novoj verziji skladbe "Sama" od skupine Cacadou Looka, svoj glazbeni doprinos dali su članovi sastava Laufer, gitarist Vlado Simčić Vava i bubnjar Alen Tibljaš. Album sadrži i tri bonus skladbe "Ti si moja roža", "Večeras" i "Rijetko te viđam sa djevojkama".

## Popis pjesama
1. "Ti si moja ruža" (3:07)
2. "Mara Pogibejčić" (feat. Let 3) (4:11)
3. "Rijetko te viđam sa djevojkama" (2:57)
4. "Ne žuri, djevojčice" (feat. Oliver Dragojević) (4:58)
5. "Samo jednom se ljubi" (3:49)
6. "Večeras" (3:59)
7. "Ča je ča" (feat. El Bahattee) (2:56)
8. "Sama" (2:43)
9. "Bez pitanja" (4:09)
10. "Orion" (2:13)

Bonus skladbe
1. "Ti si moja roža" (3:05)
2. "Večeras" (3:58)
3. "Rijetko te viđam sa djevojkama" (9:38)

## Vanjske poveznice
- Službene stranice sastava